# باکرگی

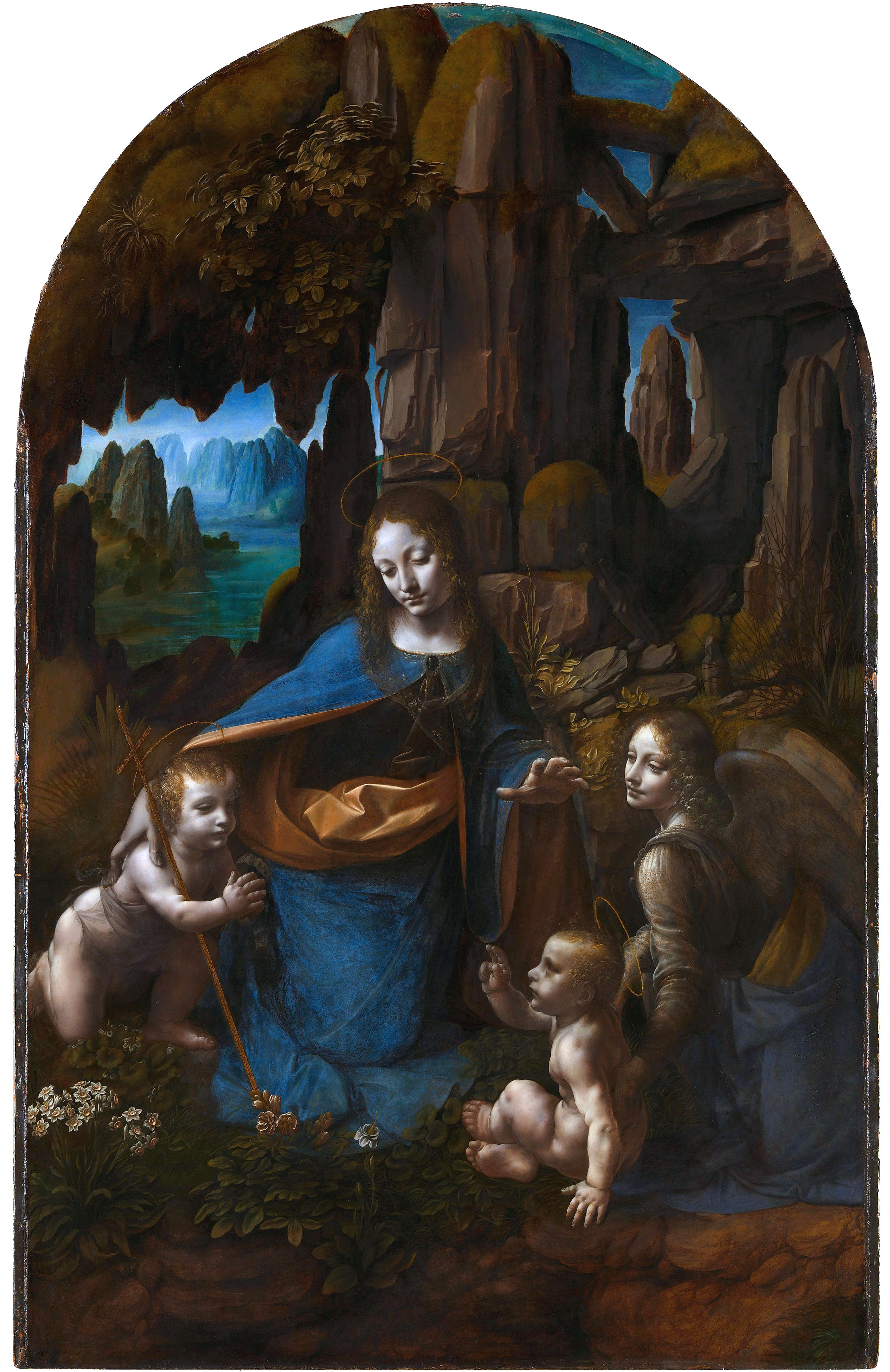
باکره صخره‌ها اثر نقاش ایتالیایی لئوناردو دا وینچی

باکرگی یا بِکارَت حالت شخصی است که هیچ‌گاه آمیزش جنسی نداشته است و به این اشخاص باکره گفته می‌شود. واژهٔ بکارت هم برای زن و هم برای مرد کاربرد دارد اگر چه در کنار دوشیزه بیشتر برای زنان بکار برده می‌شود. معمولاً وجود پرده بکارت را نشانهٔ بکارت می‌دانند اما از نظر علمی نشانه دقیقی نیست، چرا که ممکن است پرده بکارت در دخول جنسی از میان نرود یا به‌دلیلی غیر از رابطه جنسی از میان رفته باشد.
طبق گفته سازمان بهداشت جهانی، آزمایش دوانگشتی یا بکارت، باید هرچه سریع‌تر در جهان متوقف شود؛ همچنین این آزمایش هیچ‌گونه جنبه پزشکی و علمی ندارد و عملی تبعیض آمیز و خشونت علیه زنان است.

## در فرهنگ

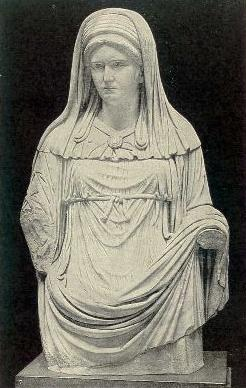
باکره‌های وستال - مجسمه‌ای که توصیف رمی‌ها از یک وستال را نشان می‌دهد

یک مطالعهٔ میان‌فرهنگی، با این عنوان که «زنان و مردان در چه سنی نخستین رابطهٔ جنسی خود را تجربه می‌کنند» به این نتیجه رسید که فرهنگ‌های معاصر در سه گروه عمده جای می‌گیرند.
در نخستین گروه خانواده‌ها ازدواج دخترانشان را تا حد ممکن نزدیک به بلوغ جنسی آن‌ها و با مردانی که به‌طور قابل ملاحظه‌ای از آن‌ها بزرگ‌ترند، ترتیب می‌دهند. سن مردان در شروع روابط جنسی در این جوامع، از زنان بالاتر است، اما اغلب صورتی خارج از ازدواج دارد. این گروه، مناطق جنوب صحرای بزرگ آفریقا (در مطالعهٔ یادشده مالی، سنگال و اتیوپی ذکر شده‌اند) را شامل می‌شود، شبه قاره هند نیز در این گروه قرار گرفته است، اگر چه تنها اطلاعاتی در مورد نپال در دست است.

در گروه دوم، خانواده‌ها دخترانشان را در به تعویق انداختن ازدواج و خودداری از فعالیت‌های جنسی پیش از آن، تشویق می‌کردند. هر چند پسران به تجربه‌اندوزی با زنان مسن‌تر یا روسپیان، پیش از ازدواج تشویق می‌شدند. سن مردان در شروع روابط جنسی در این جوامع، از سن زنان پایین‌تر است. این گروه فرهنگ‌های لاتین، هم از اروپای جنوبی (پرتغال، یونان و رومانی ذکر شده‌اند) و هم از آمریکای لاتین (برزیل، شیلی و جمهوری دومینیکن) را در برمی‌گیرد. این مطالعه بسیاری از جوامع آسیایی را نیز عضوی از این گروه تلقی می‌کند، اگر چه که داده‌های تطبیقی تنها در مورد تایلند موجود است.

آزمایش بکارت در قوانین بین‌المللی به‌عنوان نقض حقوق‌بشر شناخته شده و عملی غیرانسانی، بی‌رحمانه و اهانت‌آمیز تلقی می‌شود.»
بر اساس ماده ۷ کنوانسیون بین‌المللی حقوق مدنی و سیاسی و نیز ماده ۱۶ کنوانسیون منع شکنجه.

در سومین گروه، سن مردان و زنان در شروع روابط جنسی به یکدیگر نزدیک‌تر است. اگر چه در این‌جا دو زیرگروه وجود دارد. در جوامع کاتولیک غیرلاتین (لهستان و لیتوانی ذکر شده‌اند)، سن شروع روابط جنسی بالاتر است که به ازدواجِ دیرتر و ارزش نهادنِ متقابل به بکارت زن و مرد اشاره دارد. الگوی مشابهی از ازدواج در سنین بالا و ارزش متقابل بکارت زن و مرد در سنگاپور و سری‌لانکا نیز مشاهده شده است. این مطالعه چین و ویتنام را نیز در این گروه لحاظ می‌کند، اگر چه که اطلاعاتی در این زمینه موجود نیست.
در نهایت، در کشورهای اروپای شرقی و شمالی، سن آغاز روابط جنسی پایین‌تر است و هم زنان و هم مردان پیش از هر گونه شکل‌گیری پیوندی، به فعالیت‌های جنسی می‌پردازند. در این مطالعه کشورهای سوییس، آلمان و جمهوری چک به عنوان اعضای این گروه در نظر گرفته شده‌اند. هم‌راستا با یافته‌های به دست آمده در مورد اروپای شمالی در بالا، پژوهشی که رابطه با آموزش‌های جنسی از نوجوانان انگلیسی در سنین بین ۱۴ تا ۱۷ سال، در سال ۲۰۰۸ (توسط یوگاو برای شبکه ۴) به عمل آمده است، نشان می‌دهد که تنها ۶٪ از این نوجوانان برآنند پیش از برقراری رابطه جنسی تا ازدواج منتظر بمانند.

## اهمیت دانستن و بکارت جسمی

باکره و کودک به‌همراه حنای قدیس یک نقاشی رنگ روغن اثر لئوناردو دا وینچی

در بسیاری از فرهنگ‌ها دوشیزگی دختر ارتباطی تنگاتنگ با حیثیت شخصی و حتی خانوادگی دارد، به ویژه آن‌هایی که جوامع شرم نامیده می‌شوند، جوامعی که در آن‌ها از دست دادن دوشیزگی باعث شرم عمیق است.
قوانین و آداب و رسوم در طول تاریخ داشته‌ایم که بر اساس آن مردی که دختر باکره‌ای را اغوا می‌کند یا به او تجاوز می‌کند ملزم است که مسئولیت ازاله بکارت را با ازدواج با دختر یا پرداخت غرامت به پدرش بپذیرد. در برخی از کشورها تا اواخر قرن ۲۰ اگر مردی با زن که بکارت او را گرفته ازدواج نمی‌کرد، زن اجازه داشت از مرد تقاضای پول نماید. این پول در برخی از زبان‌ها «پول تاج گل» نامیده می‌شود.
تأکید بر ارزش پولی بکارت زن هنوز هم وجود دارد. برخی از زنان بکارت خود را برای فروش ارائه می‌کنند. در سال ۲۰۰۴، یک دانشجوی لزبین از دانشگاه بریستول آنلاین بکارت خود را ۸٫۴۰۰ پوند به فروش رساند، و لندن رویز رید، ۱۸ ساله، با مهندس مخابرات ۴۴ ساله در اتاق هتل Euston خوابید و در مقابل بکارتش پول دریافت کرد. در سال ۲۰۰۸، رافائلا فیکو، مدل ایتالیایی، که در آن موقع ۲۰ ساله بود، ۱ میلیون یورو بکارت خود را فروخت. در همان سال، یک آمریکایی با استفاده از نام مستعار ناتالی دیلن اعلام کرد که بکارت خود را از طریق وب سایت یک فاحشه خانه در نوادا به حراج می‌گذارد.
برخی از مورخان و مردم شناسان ذکر کرده‌اند که در بسیاری از جوامع پیش از انقلاب جنسی که ارزش بالایی برای بکارت قرار داد، فعالیت‌های جنسی بدون دخول واژنی قبل از ازدواج رایج بوده است. به عنوان مثال، رابطه جنسی دهانی، رابطه جنسی مقعدی و استمنا متقابل. این را «بکارت جسمی» نامیده‌اند، به خاطر اینکه مقاربت از طریق واژن رخ نداده است، اما شرکت کنندگان از نظر جنسی فعال هستند. از اوایل دهه۱۹۹۰، مفهوم بکارت جسمی میان نوجوانان ایالات متحده متداول بوده است. علاوه بر این، ممکن است برای برخی از مردان همجنسگرا رابطه جنسی دهانی به جای رابطه مقعدی بکارت جسمی باشد. در سال ۱۹۹۹، مطالعه‌ای در مجله انجمن پزشکی آمریکا منتشر شد که به بررسی تعریف سکس بر اساس نظرسنجی از ۵۹۹ دانشجو از ۲۹ ایالت آمریکا در سال ۱۹۹۱ پرداخته بود. این بررسی نشان داد که نظر ۶۰ درصد بر این بود که سکس دهانی رابطه جنسی تلقی نمی‌شود. به گفته‌استفانی ساندرز، مدیر مؤسسه پژوهش در سکس، جنسیت و تولید مثل کینزی در دانشگاه ایندیانا، این نوع رابطه، "بکارت جسمی" است. ساندرز، نویسنده همکار مقاله، همراه با محققان دیگر، در تحقیقی دیگر با عنوان "شما می‌توانید بگویید رابطه جنسی داشتید اگر… ؟" که در سال ۲۰۰۱ در مجله پژوهش جنس (Journal of Sex Research) منتشر شد، ذکر می‌کنند که بیش از نیمی از پاسخ دهندگان معتقدند که باکرگی تنها می‌تواند از طریق رابطه جنسی مبتنی بر رضایت طرفین از دست داده شود.
از دست دادن بکارت در بسیاری از فرهنگ‌ها به عنوان رویداد مهم زندگی و یک آئین گذر، در نظر گرفته می‌شود. حذف بکارت همچنین، نقطه عطفی در زندگی یک فرد قلمداد می‌شود.
در جنس زن پرده واژینال لایهٔ نازکی از جنس غشای داخلی فرج است که تا حدی می‌تواند مجرای واژن را مسدود کند. این پرده انعطاف‌پذیر است و می‌تواند در اولین تماس کشیده یا پاره شود. در طول تاریخ، حضور یک پرده سالم به وسیلهٔ بسیاری شواهد فیزیکی بکارت، مورد بررسی قرار می‌گرفته است و جاری شدن خون به علت پاره شدن آن پس از اولین مقاربت به معنای بکارت محسوب می‌شد.
البته حضور پرده واژینال اغلب نشانه‌ای از باکرگی است اما لزوماً این‌گونه نیست؛ چراکه ممکن است دخول بدون پارگی پرده واژینال انجام شود. از طرف دیگر با توجه به شکل پردهٔ واژینال، ضخامت و پوشش فوق‌العاده متغیر آن، و بودن این پرده در محل ورود واژن، پرده واژینال ممکن است از طریق راه‌هایی علاوه بر فعالیت جنسی پاره شود. همچنین گفته می‌شود برخی زنان، فاقد پرده واژینال هستند، اما برخی با توجه به تحقیقات اخیر، در این مورد شک دارند. درست است که تقریباً تمامی زنان با پردهٔ واژینال به دنیا می‌آیند، ولی لزومی ندارد که حتماً بعد در اولین رابطه جنسی واژینال تغییر قابل مشاهده‌ای در پرده بکارت تجربه کنند.
برخی از جوانان برای حفظ پردهٔ واژینال خود به روش‌های دیگر آمیزشی مثل سکس دهانی یا مقعدی روی می‌آورند و عمل‌های جراحی ترمیم پرده بکارت نیز اوضاع را پیچیده‌تر کرده است. این جراحی‌ها هم برای زنان فعال جنسی که قصد بازگرداندن بکارت خود را دارند و هم برای زنان باکره‌ای که نگران هستند که پاره شدن پردهٔ واژینال آن‌ها خون کافی برای اثبات باکرگی آن‌ها فراهم نکند، انجام می‌شود. در اکثریت زنان پرده واژینال ساختار اولیه‌ای [به جا مانده از دوره‌های تکاملی قبلی] دارد بگونه‌ای که در آن‌ها هیچ‌گونه ممانعتی در راه ورودی واژن وجود ندار و ممکن است از طریق فعالیت‌های فیزیکی پاره شود. در بسیاری از زنان چنان پردهٔ واژینال نازک و آسیب‌پذیری دارند که به آسانی کشیده می‌شود یا اصلاً از ابتدای تولد دارای سوراخ است. پردهٔ واژینال از این دست، ممکن است در دوران کودکی پاره شود بدون اینکه شخص حتی از آن آگاهی پیدا کند. گاهی یک لغزش سهوی در راندن دوچرخه ممکن است باعث شود که زین دوچرخه آنقدر به مدخل واژن فرورود که برای پاره شدن پردهٔ واژینال کافی باشد.
در موارد نادری پرده واژینال زن ممکن است بدون سوراخ باشد به‌طوری‌که جلوی تخلیه خون در دوره قاعدگی را هم بگیرد. گاهی یک عمل جراحی مخصوص روی پرده واژینال مورد نیاز است که یک دهانه در آن ایجاد کند تا از اثرات زیان‌آور بر سلامتی نیز جلوگیری شود. یک نمایشنامه‌نویس به نام بن جانسن ادعا می‌کند که ملکه انگلستان الیزابت اول، معروف به ملکه باکره، دارای «آلت پوسته دار» ی بود که او را «ناتوان از ارتباط با مردان» ساخته‌بود و اینکه یکی از دوستانش که یک «جراح» بود، پیشنهاد داده بود که این مشکل را با تیغ جراحی‌اش برطرف کند اما ملکه الیزابت تردید کرده بود.
بعضی مطالعات نشان می‌دهد که انسان‌ها در نسل‌های پیشین در سنین پایین‌تری بکارت خود را از دست می‌دادند. گزارش‌های آماری Durex Global sex در سال ۲۰۰۵ نشان داد که مردم جهان به‌طور متوسط در سن ۱۷٫۳ سالگی برای اولین بار سکس را تجربه می‌کنند (این عدد بین ۱۵٫۶ در ایسلند تا ۱۹٫۸ در هندوستان متغیر است).

## روان‌شناسی اجتماعی
روان‌شناسی اجتماعی ارتباط بین اندیشه و رفتار را بررسی می‌کند. جستجو برای فهم رفتارهای اجتماعی (و ضد اجتماعی) رفتار جنسی را نیز شامل می‌شود. «خوئن کان» و «کاثرین لاندن» به مطالعهٔ زنان آمریکایی که بین سال‌های ۱۹۶۵ و ۱۹۸۵ ازدواج کرده بودند پرداختند تا دریابند آیا باکرگی هنگام ازدواج بر میزان جدایی‌ها تأثیر دارد یا نه.
" این مقاله به بررسی رابطهٔ بین فعالیت جنسی پیش از ازدواج و درصد جدایی در درازمدت در بین زنانی از آمریکا می‌پردازد که بین سال‌های ۱۹۶۵ تا ۱۹۸۵ ازدواج کردند. یک جدول‌بندی ساده از آمار ملی رشد خانواده در سال ۱۹۸۸ نشان می‌دهد که زنانی که پیش از ازدواج از نظر جنسی فعال بودند در مقایسه با زنانی که باکره بودند، به شکل قابل توجهی با ریسک بالاتری از اختلال در ازدواج روبرو بودند. یک مدل قیاسی و دو متغیری بکار گرفته می‌شود تا سه تبیین ممکن برای این رابطهٔ مثبت را بررسی کند:
- الف: وجود رابطهٔ علی مستقیم بین این عامل
- ب: وجود رابطهٔ غیرمستقیم از طریق مداخلهٔ رفتارهای «پرخطر» (نظیر داشتن حاملگی پیش از ازدواج یا ازدواج در سن پایین) و
- ج: وجود یک رابطهٔ انتخابی که نشان دهندهٔ وجود تفاوت‌های پیشین بین افراد باکره و غیرباکره است (نظیر پیشینهٔ خانوادگی یا نگرش‌ها و ارزش‌ها).

پس از آنکه تنوعی از مختصات قابل مشاهده کنترل می‌شود، معلوم می‌شود که افراد غیر باکره در مقایسه با باکرگان همچنان احتمال بسیار بالاتری برای جدایی دارند. با این وجود، هنگامی که عوامل غیرقابل مشاهده هم تحت کنترل قرار می‌گیرند یعنی عواملی که هم بر احتمال داشتن سکس پیش از ازدواج و هم احتمال جدایی تأثیر دارند)، تفاوت‌ها بین افراد باکره و غیرباکره دیگر معنادار نیست. این نتایج نشان می‌دهد که رابطهٔ مثبت بین سکس پیش از ازدواج و خطر جدایی به جای آنکه به اثر علی مستقیم نسبت داده شود می‌تواند به تفاوت‌های غیرقابل مشاهدهٔ پیشینی (نظیر تمایل به شکستن عرفیات سنتی) نسبت داده شود. "
این مطالعه هیچ توصیه‌ای نمی‌کند. بلکه تنها یادآور می‌شود که بین زنانی که بیشترین احتمال را دارد تا وارد یک رابطهٔ جنسی پیش از ازدواج شوند، با زنانی که بیشترین احتمال را برای خارج شدن از رابطه پس از ازدواج دارند هم‌پوشانی قابل توجه و معناداری وجود دارد. این مطالعه بر روی مردان صورت نگرفت.

## آزمایش بکارت
در بعضی کشورها عمدتاً از معاینه با دو انگشت برای تشخیص بکارت استفاده می‌شود که به گفته سازمان ملل متحد، روشی علمی نیست. علاوه بر این، در گزارش سازمان ملل آزمایش اجباری بکارت به‌طور کلی امری اهانت‌آمیز تلقی شده است.
در ایران آزمایش بکارت گاه به دلایل مذهبی، عرفی یا حقوقی انجام می‌شود. در مواردی افراد به میل خود یا با فشار خانواده، با مراجعه به پزشک معتمد یا پزشکی قانونی یا متخصص زنان و زایمان برای کسب گواهی بکارت اقدام می‌کنند. آزمایش بکارت در مواردی هم با حکم قضایی و تنها از سوی پزشکی قانونی صادر می‌شود. در این موارد برای نمونه اگر شخص شکایتی در مورد تجاوز تنظیم کند، این آزمایش صورت می‌گیرد، یا اگر شوهر و خانواده شوهر در مورد باکره نبودن عروس پرونده تشکیل دهند، به تشخیص قاضی، دستور آزمایش بکارت صادر می‌شود.